# Élections municipales québécoises de 2009
Les élections municipales québécoises de 2009 eurent lieu le 1er novembre 2009. Elles déterminèrent du maire et des conseillers de chacune des municipalités locales du Québec.

## Résultats

### Principales villes
- Élections municipales de 2009 à Montréal
- Élections municipales de 2009 à Québec
- Élections municipales de 2009 à Laval

### Par région
1. Bas-Saint-Laurent
2. Saguenay–Lac-Saint-Jean
3. Capitale-Nationale
4. Mauricie
5. Estrie
6. Région de Montréal
7. Outaouais
8. Abitibi-Témiscamingue
9. Côte-Nord
10. Nord-du-Québec
11. Gaspésie–Îles-de-la-Madeleine
12. Chaudière-Appalaches
13. Région de Laval
14. Lanaudière
15. Laurentides
16. Montérégie
17. Centre-du-Québec